# Stamnodes agapetica
Stamnodes agapetica är en fjärilsart som beskrevs av Dyar 1916. Stamnodes agapetica ingår i släktet Stamnodes och familjen mätare. Inga underarter finns listade i Catalogue of Life.